# Chatschatur Malumian
Chatschatur Malumian bzw. E. Aknuni (armenisch Է. Ակնունի (Խաչատուր Մալումեան), auch Aknouni oder Agnouni; * 1863 in Meghri, Russisches Kaiserreich; † 1915) war ein armenischer Journalist und politischer Aktivist, der im Völkermord an den Armeniern ermordet wurde.
Er ging in Tiflis zur Schule und studierte an der Universität Genf, wo er einer der engsten Freunde Kristapor Mikajeljans wurde und zu seinem Droschak-Journal beitrug. 1907 wurde er zur IV. Taschnakenkonferenz in Wien eingeladen. In Paris organisierte er das Allgemeine Treffen der osmanischen Oppositionsparteien zur Erarbeitung der zukünftigen Osmanischen Verfassung. Er begrüßte die jungtürkische Bewegung und war ab 1914 in Istanbul tätig.
Selbst als das Komitee für Einheit und Fortschritt anordnete, dass am 24. April 1915 armenische Intellektuelle deportiert und getötet werden sollten, stand Aknuni treu zum osmanischen Innenminister Talât Pascha und sagte: „Es ist unmöglich! Talaat weiß wahrscheinlich nichts darüber!“
Malumian wurde daraufhin selbst ein Opfer des Völkermordes. Er wurde am 5. Mai aus dem Gefängnis in Ayaş geholt und zusammen mit Nazaret Daghavarian, Harutiun Jangülian, Karekin Khajag, Sarkis Minassian und Rupen Zartarian mit einer Militäreskorte nach Diyarbakır verschleppt, um dort vor ein Kriegsgericht gestellt zu werden. Doch wurden sie von einer Banditenbande, geleitet von Tscherkes Ahmet und den Lieutenants Halil und Nazım, in einer Ortschaft namens Karacaören kurz vor der Ankunft in Diyarbakır ermordet. Die Mörder wurden verurteilt und im September 1915 in Damaskus unter Cemal Pascha hingerichtet. Die Ermordung wurde 1916 zu einem Untersuchungsfall im Osmanischen Parlament – geleitet von Artin Boschgezenian, dem Abgeordneten für Aleppo.